# Kostel Narození Panny Marie (Klášter Hradiště nad Jizerou)
Kostel Narození Panny Marie v obci Klášter Hradiště nad Jizerou je goticko-renesanční jednolodní filiální kostel. Nachází se v sousedství areálu bývalého cisterciáckého kláštera. Současný kostel byl pravděpodobně založen kolem roku 1560 Jiřím z Labouně, ačkoli původ kostela sahá do 12. století. Dříve sloužil jako hřbitovní, o čemž svědčí ohradní zeď. Je chráněn jako kulturní památka České republiky.

## Historie
Historici se domnívají, že kostel byl postaven na místě někdejšího laického chrámu, který byl vystavěn současně se sousedním klášterem ve 13. století. Dnešní stavba vznikla v období kolem roku 1560, kdy kostel založil Jiří z Labouně a vystavěl Martin Ruviani. V 19. století došlo k jeho rozsáhlejší úpravě. K západnímu průčelí byla přistavěna hranolová novogotická věž a současně s ní i sakristie na severní straně. Novogotická věž nahradila starší samostatně stojící zděnou zvonici. Po roce 2010 proběhla rekonstrukce jejího krovu a střechy. Při ní byl navrácen střeše její původní tvar, neboť byla snížena při provizorní opravě v 70. letech 20. století. Finance pocházely z Programu záchrany architektonického dědictví, dalšími prostředky přispěla obec a Římskokatolická farnost – děkanství Mnichovo Hradiště.

### Program záchrany architektonického dědictví
V rámci Programu záchrany architektonického dědictví bylo v letech 1995–2014 na opravu památky čerpáno 2 770 000 Kč.
| rok    | 2010 | 2011 | 2012 | 2013 | 2014 |
| ------ | ---- | ---- | ---- | ---- | ---- |
| částka | 700  | 630  | 440  | 400  | 600  |

## Architektura

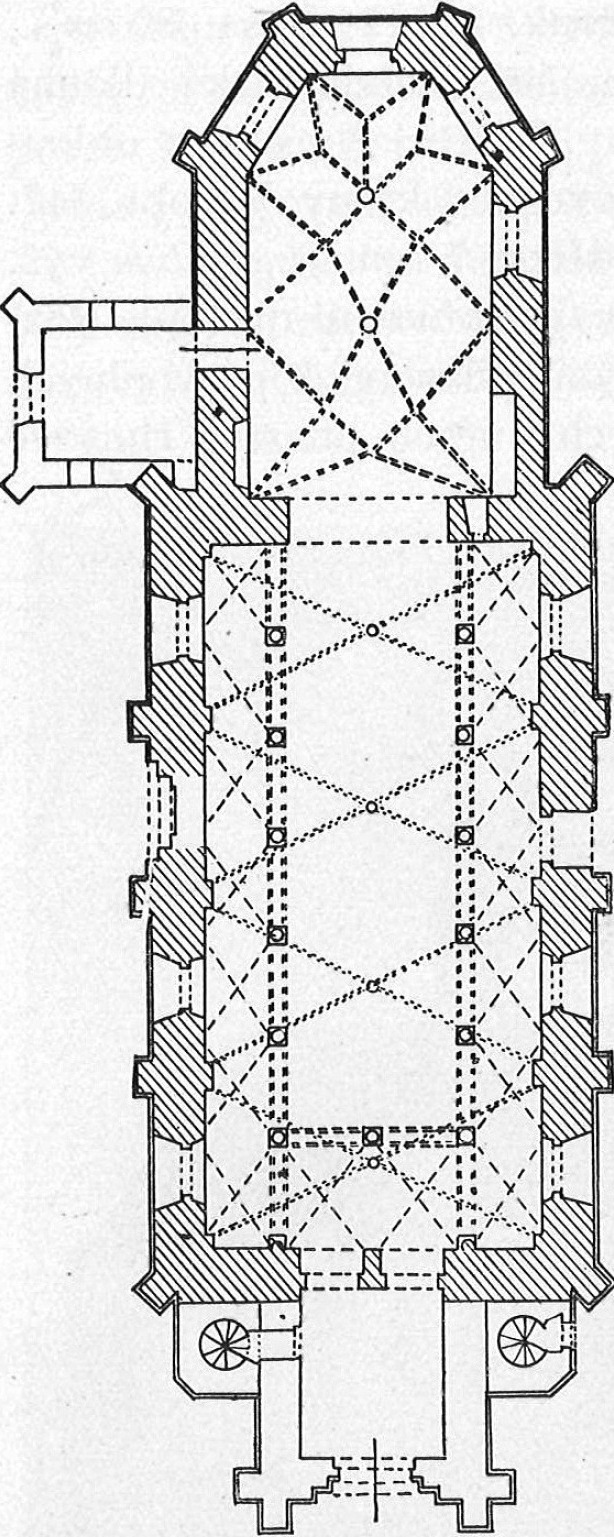
Půdorys kostela

Orientace stavby je tradiční, presbyterium s oltářem jsou orientovány na východ. Hlavní vstupní portál a hranolová věž jsou v západním průčelí. Zdivo má tloušťku 1,2 metry a je z kvádrů lomového kamene.

### Části kostela
Kostel sestává ze tří částí: kněžiště, jedné lodi a věže. Presbytář tvoří jedno klenební pole s pětibokým závěrem. Půdorysem jednolodního kostela je obdélník. Později přistavěná věž má půdorys čtverce. Nová věž je novogoticky vyvedená o vysokém stanovém osmibokém krytu. Při vnějších nárožích má z každé strany opěrák o jednom ústupku zakončeným úsmykem. Loď v rozích zevně rozčleňují úhlopříčné pravoúhlé opěráky rozmístěné po 3 metrech na každé straně. Jsou bez ústupků, bez členění a dosahují až k samotné střeše.

### Hlavní loď
Loď měří 16,17 metrů na délku, 7,7 metrů na šířku a v ose lodi je vysoká 9,35 metrů. Je rozdělena na čtyři pole, a to úzkými prostými pilastry, třemi páry plných v bocích, dvěma páry polovičních v koutech. Vnitřek lodi s tzv. vtaženými opěráky byl zaklenut křížovou klenbou s oblými žebry. V průsečících těchto žeber jsou kruhové svorníky, na nichž jsou vytesané mnohalisté růžice. K bočním stěnám přiléhají žebra hrotitými oblouky. Jejich kouty jsou rovněž obstoupeny oblouny. Křížová klenba je doplněna táhly. V hlavní lodi byla postavena empora, která obíhá všechny tři strany prostoru lodi. Je vynesena na polokruhových arkádách. V čele jsou arkády dvě a v bocích po sedmi z každé strany. Arkády jsou neseny toskánskými sloupy. Rozpětí arkád je 1,9 m. Patky i plinthy sloupků mizejí v nové podlaze. Empora je na délku podklenuta valenou klenbou, která je rozdělena příčnými výsečemi v křížová pole. Profily výsečí jsou opět tvořeny oblými žebry, která nad sloupky vyvstávají z rohů abaku, na stěnách z nizoučké ploché konzoly, přecházející hrotem v hrušku. Svorníky na křížení žeber zastupuje prostá drobná polokoule. Z kruchty se otvírá prostý nezdobený hrotitý nosník, který je dnes zakryt varhany.

### Presbytář
Jeho šířka je 5,35 metrů, hloubka 9,9 metrů a je stejně vysoký jako hlavní loď. Presbytář je zaklenut síťovou nepravidelnou klenbou o dvou středech. Oblá žebra vybíhají z konzol vejcovitého tvaru s odstupňovanou krycí deskou. První svorník je kruhový, v jeho středu je koule. Druhý svorník je opět kruhový s osmicípou růžicí. Všechny tesané prvky jsou charakteru spíše neumělého, hrubého provedení, která jsou pokryta silnou vrstvou omítky. Vítězný oblouk o rozpětí 3,45 metrů je rozčleněn pouze členěnou pásovou římsou na patě křivky. Po stranách hrotitého triumfálního oblouku jsou namalovány erby Jiřího z Labouně a jeho dvou manželek. V presbytáři v severní zdi v koutě u vítězného oblouku byl zazděn původní lomený oblouk vchodu do sakristie.

### Okna
Kostel je osvětlen lomenými gotickými okny bez prutů a kružby. Po jednom v každém poli lodi v širokých špaletách. V ose jsou vysoká 3 metry a široká 1,27 metrů. Nad vstupním portálem v novogotické věži je umístěna sedmilaločná zazděná rozeta.

### Exteriér
U země probíhá nízký trnož, u střechy prostá členěná římsa okolo celé stavby. Na severním boku lodi farního kostela je vsazeno torzo raně gotického portálu, v detailu zčásti odlišného zjevu, ale stylově i časově blízce příbuzného hlavnímu portálu klášterního chrámu, který stojí v areálu pivovaru. Opakuje se tu pravoúhlé odstupňování se sloupky vloženými pouze do koutů, zatímco nároží jsou potlačena zaoblením, členěným úponkovou a listovou ornamentikou, v obdobě portálu tišnovského. Talířovité patky sedí na polygonálních soklících, kterým je podložena nečleněná trnož. Hlavice zmizelých sloupků jsou kalichovité, kryté naturalistickým listovím. Vnitřní roh portálu přechází do listy zdobeného krakorce pod tympanonem. Na členitých krycích deskách jsou založeny profilované lomené archivolty lemující tympanon, jehož plochu člení plastický obloučkový vlys a pod ním kříž. Portál je patrně současný s předchozím.

## Zařízení kostela
Hlavní barokní rámový oltář, nesený anděly, pochází z roku 1740. Na oltáři se nachází obraz Narození Panny Marie v benátském slohu z roku 1777. Po stranách najdeme sochy sv. Josefa a sv. Antonína. Dva boční oltáře jsou zasvěceny sv. Janu Nepomuckému a sv. Václavovi. Boční panelové oltáře jsou rokokové, z poloviny 18. století. Barokní kazatelna pochází z období kolem roku 1730. Čtyřstěnná barokní dřevěná kazatelna je na svrchu zprohýbaného baldachýnu zdobena skupinou andílků. V kostele se nacházejí dva původní náhrobníky zdejších opatů Pavla a Mikuláše. Jde o ryté gotické náhrobky ze 14. století. Dále figurální raně barokní tesaný náhrobek, s donátorem klečícím před krucifixem, ze 17. století. A náhrobník znakový z roku 1612. Před kostelem se nalézá socha sv. Jana Nepomuckého. Tato socha na hranolovém podstavci je považována za nadprůměrnou barokní práci z roku 1730. Na cestě k Bakovu je litinový kříž na paměť padlých z roku 1866. Pseudogotický, na hranolovém soklu s vojenskými emblémy a s nápisy v pseudogotické litinové zahrádce, které provedly slévárny ve Šťáhlavech roku 1886.

### Zvony
Seznam zvonů doložených ve věži a sanktusníku kostela:
| Výzdoba                              | Nápis | Průměr   | Hmotnost | Historie zvonu                                                | Stav                                |
| ------------------------------------ | --- | -------- | -------- | ------------------------------------------------------------- | ----------------------------------- |
| krucifix, labouňský a reychovský erb | MDL XXII GIRZIK LA BAVNSKY Z LABAVNIE A NA KLASSTE RZE HRADISSTY DAL GEST MNIE SLITY/ 1572. ELISSKA REYCHOVNA Z HREYCHV/ LETA PANIE MDLXXII SLYT GEST TENTO ZWON KE CTI CHWALE PANV BOHV WSSEMOHVCZIMV OD PETRA WMLADE BOLESLAW Na srdci nápis: LP 1921 | 118,5 cm | 1000 kg  | Odlil Petr z Mladé Boleslavi roku 1572 pro Jiříka Labouňského | Umístěny ve věži                    |
|                                      | | 35 cm    |          | Nedatovaný                                                    | Umístěny ve věži                    |
|                                      | nápis gotickou minuskulí, J. Šimákem interpretovaný jako: věřmeť, věřmeť boha věčného, jednorozeného, všemocného | 51 cm    | 80 kg    | Blíže nedatovaný gotický zvon                                 | Zrekvírovány za první světové války |
|                                      | nápis gotickou majuskulí | 37 cm    |          | Blíže nedatovaný gotický zvon                                 | Zrekvírovány za první světové války |
| reliéfy tří svatých                  | I. G. K. 1774 | 30 cm    |          | Zvonek v sanktusníku z roku 1774                              | Neznámý                             |

## Fotogalerie

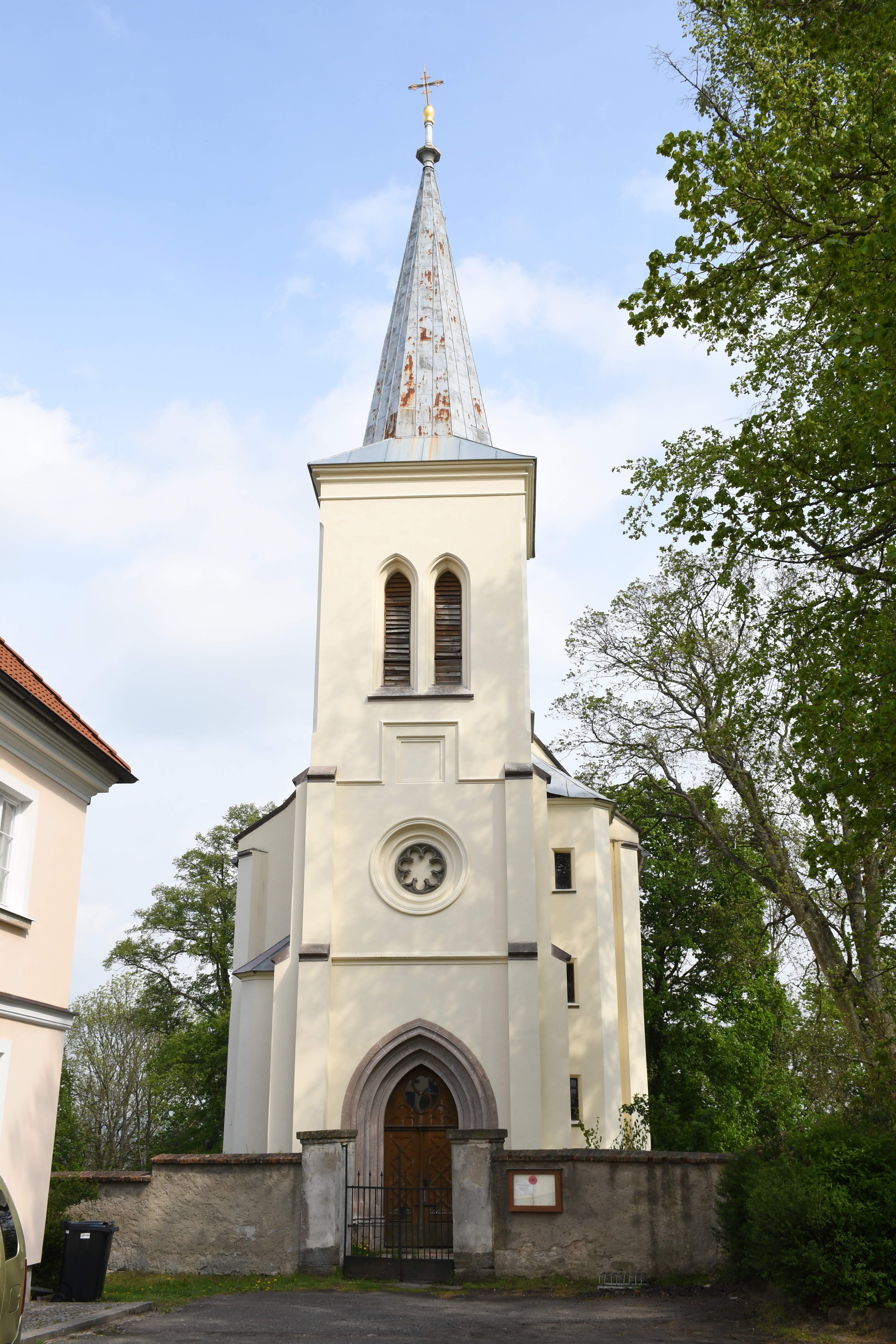
vstupní průčelí s věží
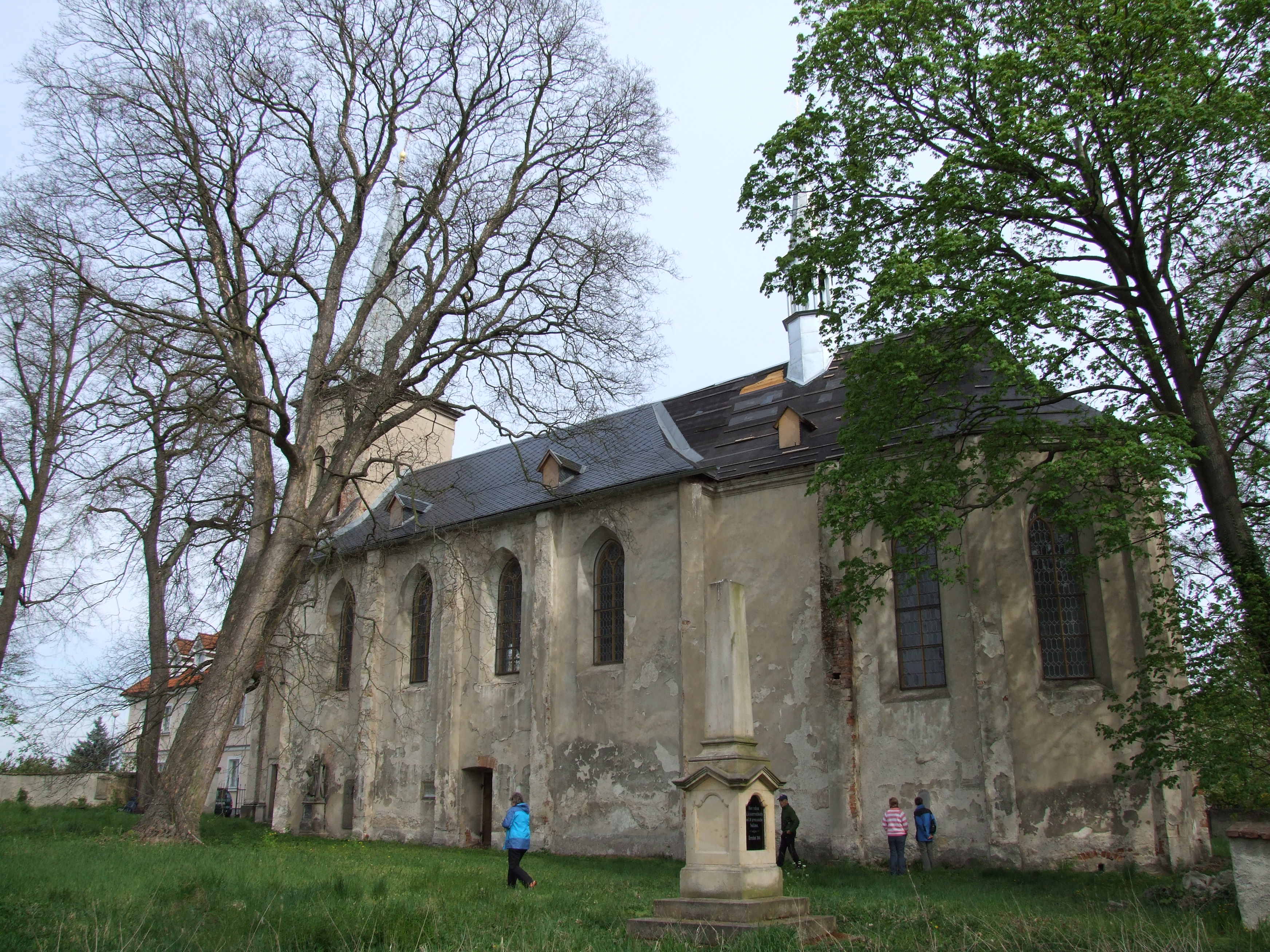
Pohled na jižní stranu
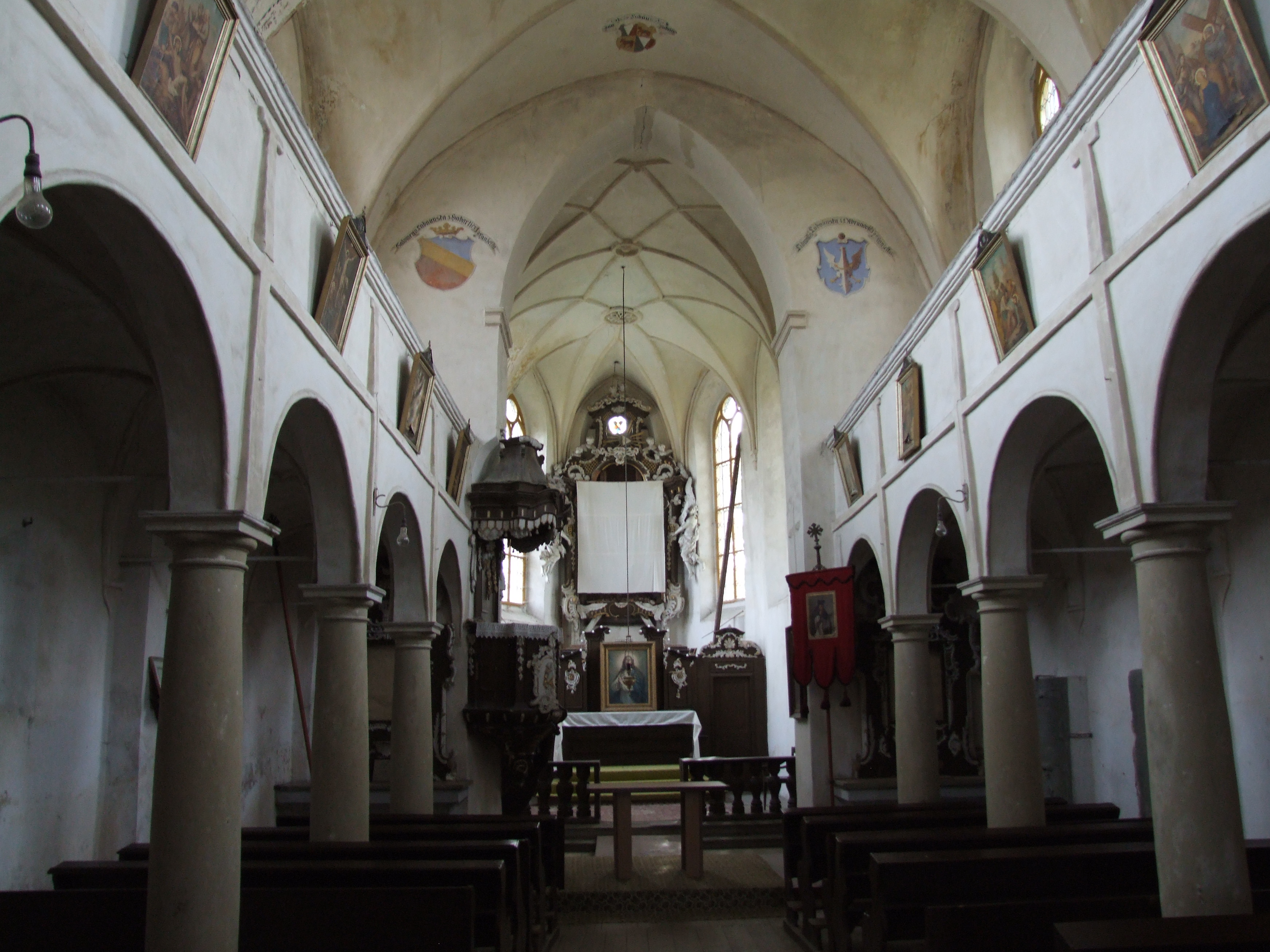
Hlavní loď
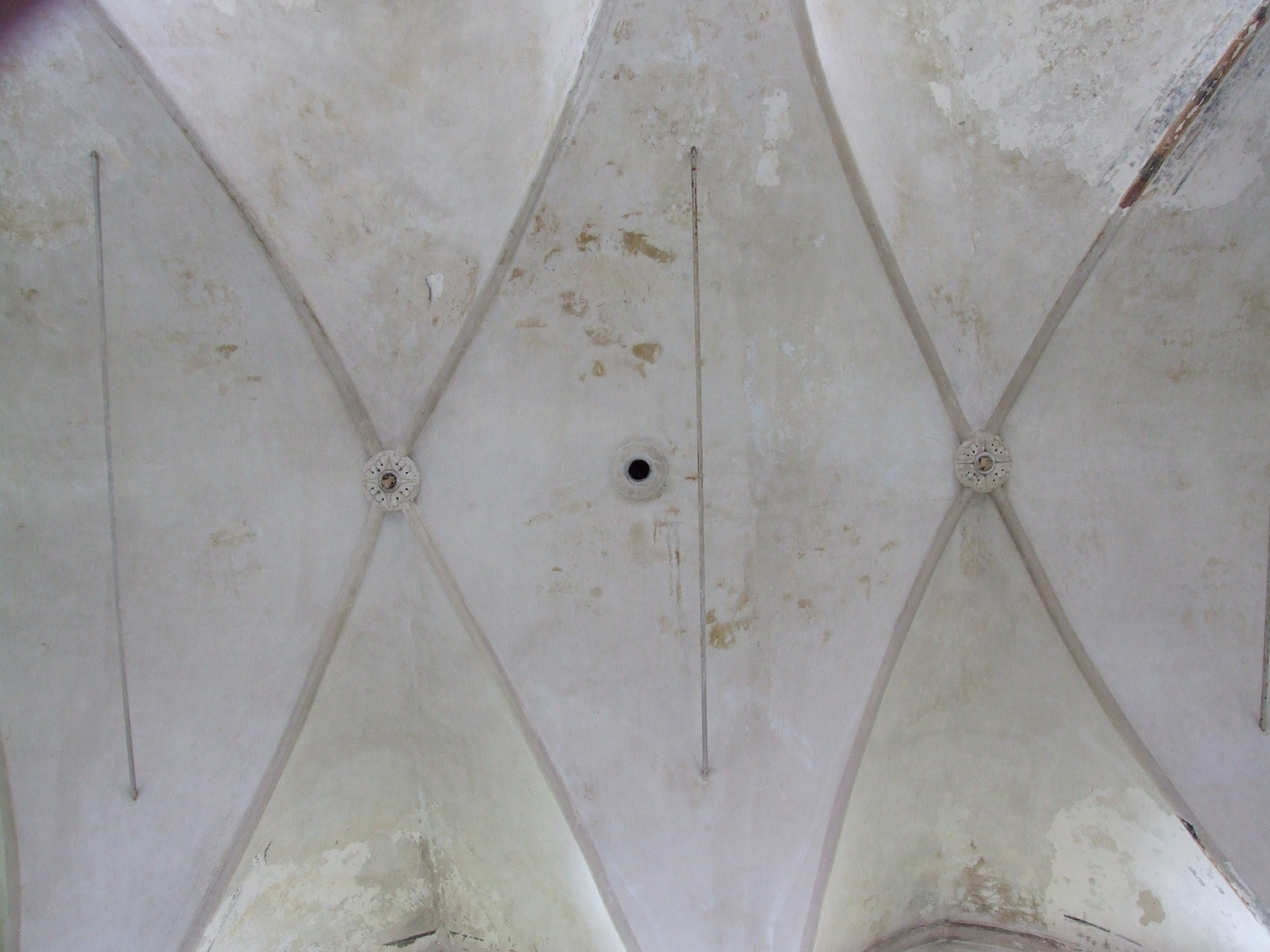
Klenba v lodi
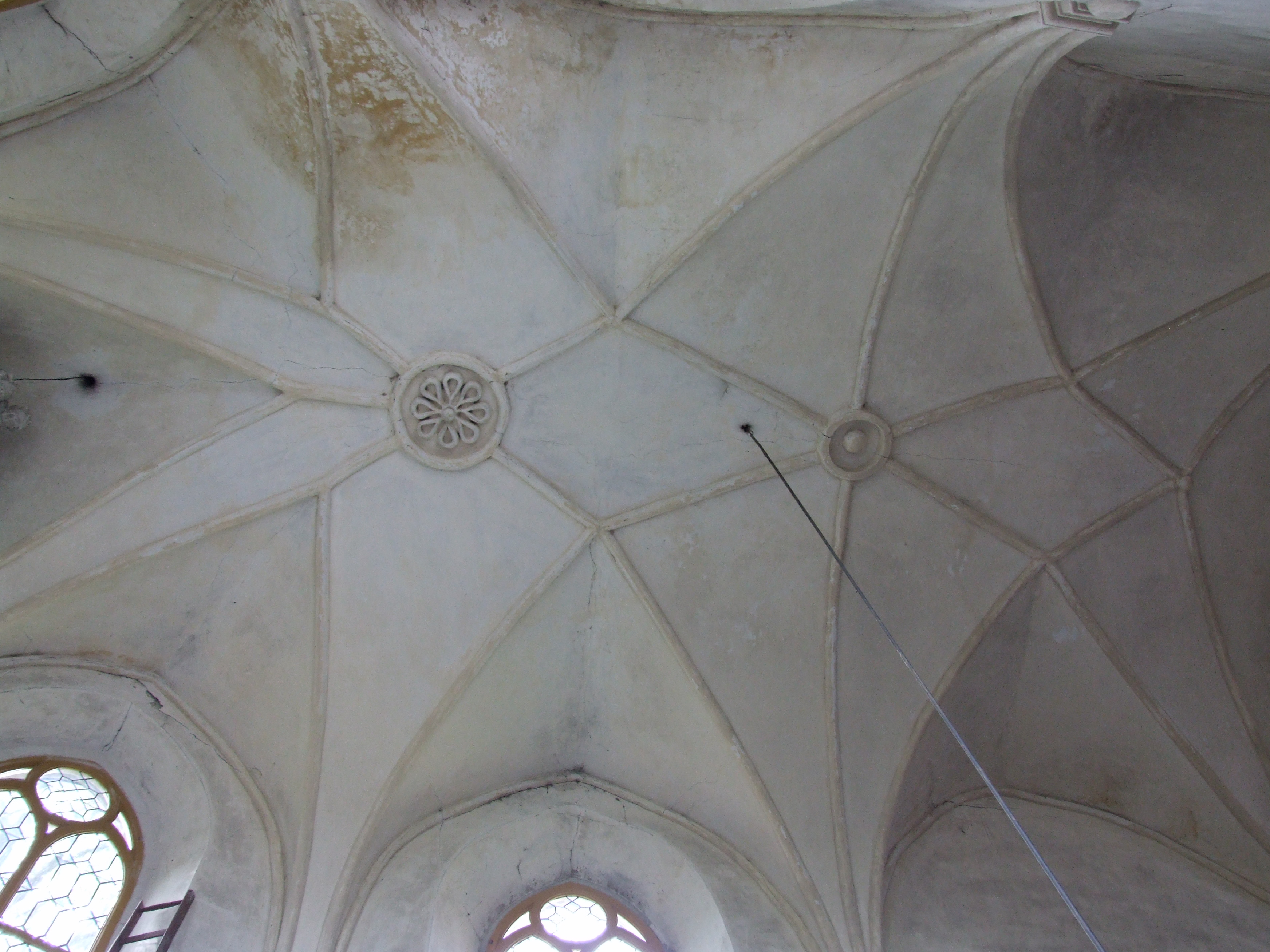
Síťová klenba
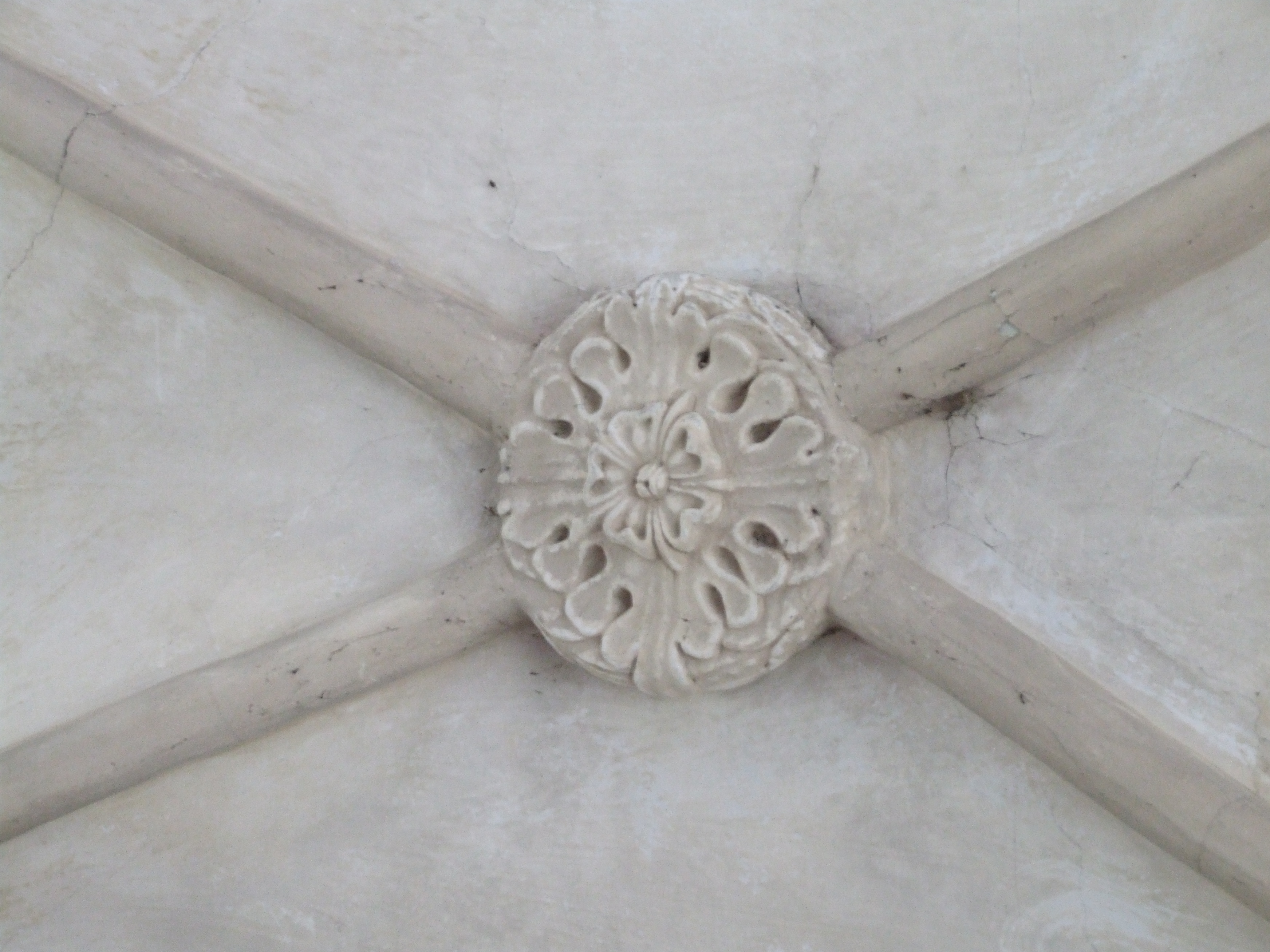
Svorník
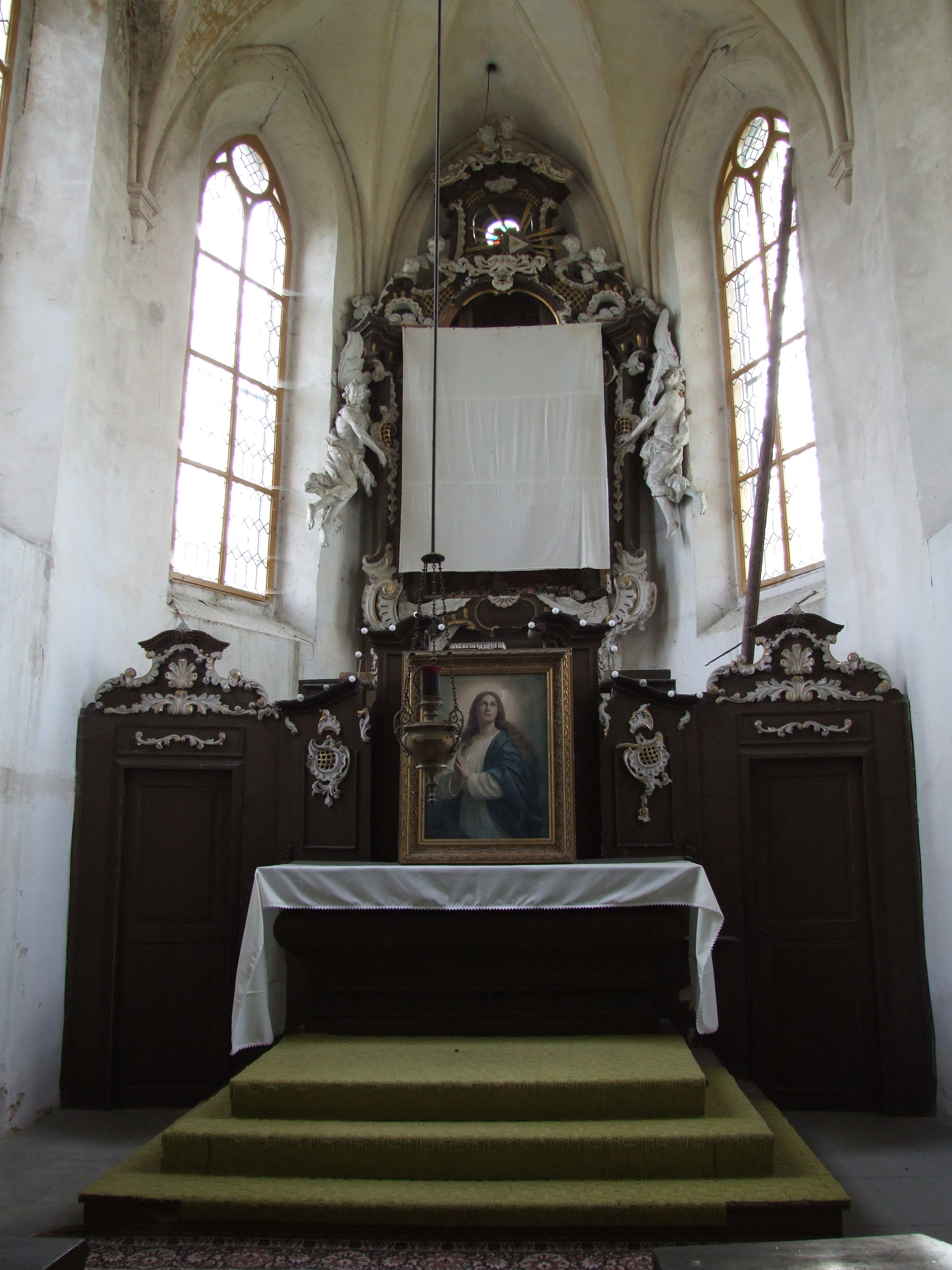
Barokní oltář
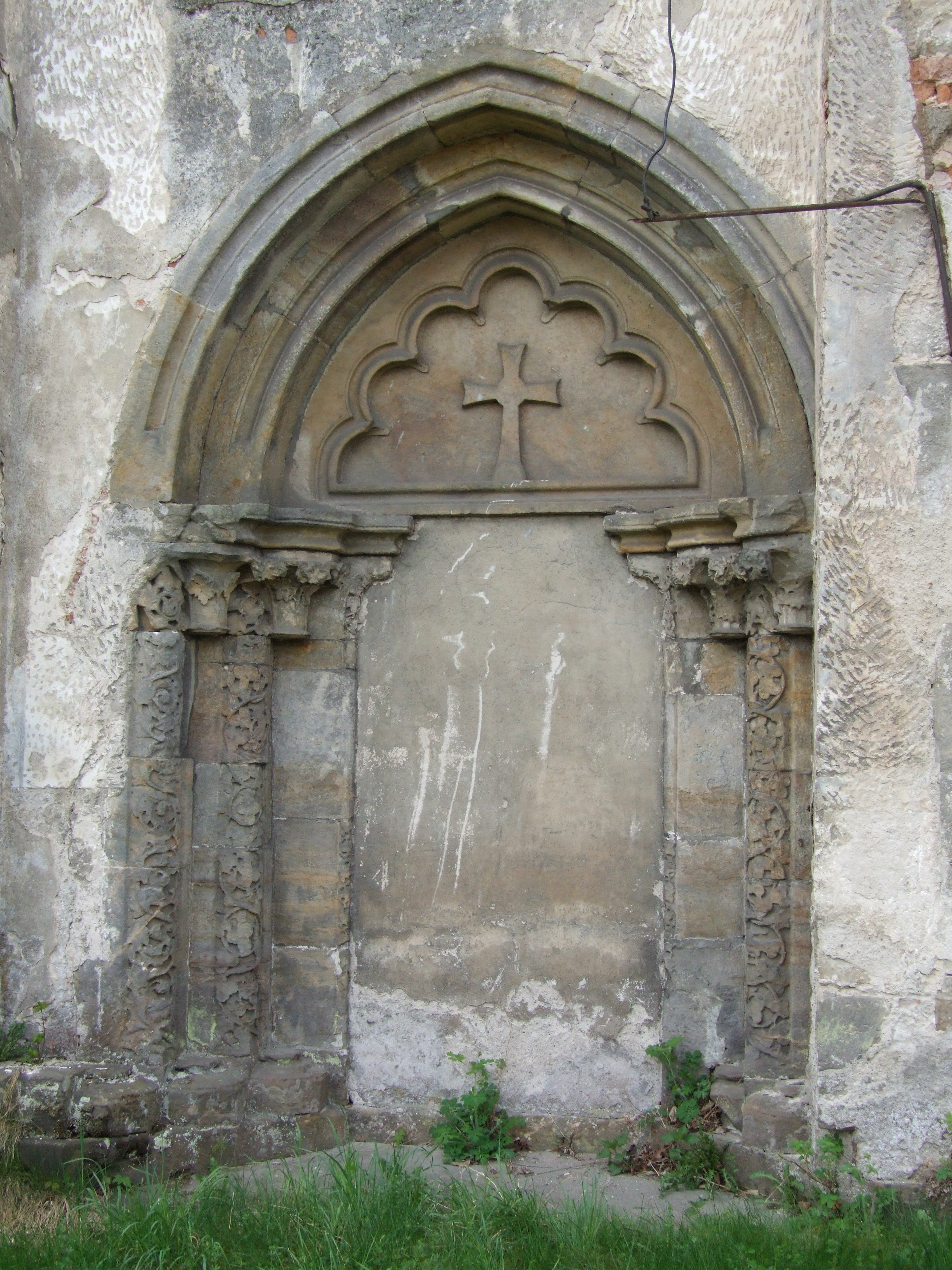
Severní portál